# Liste der Naturdenkmale in Finkenbach-Gersweiler
Die Liste der Naturdenkmale in Finkenbach-Gersweiler nennt die im Gemeindegebiet von Finkenbach-Gersweiler ausgewiesenen Naturdenkmale (Stand 28. März 2024).

## Naturdenkmale
| Nr.         | Bezeichnung | Lage                                    | Beschreibung                                                      | Bild                                    |
| ----------- | ----------- | --------------------------------------- | ----------------------------------------------------------------- | --------------------------------------- |
| ND-7333-019 | Eiche       | Finkenbach, Kirchgasse, bei Nr. 10 Lage | Quercus sp.; vor 1800 gekeimt, 10 m hoch bei 4,5 m Umfang         | Direkt Bild zu diesem Denkmal hochladen |
| ND-7333-023 | Akazie      | Finkenbach, Kirchgasse, bei Nr. 7 Lage  | Robinia pseudoacacia; um 1910 gepflanzt, 12 m hoch bei 3 m Umfang | Direkt Bild zu diesem Denkmal hochladen |